# Tyrol (Abtsgmünd)
Tyrol ist ein zum Abtsgmünder Ortsteil Untergröningen gehörender Einzelhof im Ostalbkreis in Baden-Württemberg.

## Geographie
Der Hof liegt etwa einen Kilometer südsüdöstlich von Untergröningen und circa acht Kilometer westnordwestlich von Abtsgmünd am Nordrand eines Waldes. Etwa 100 Meter südöstlich des Ortes entspringt der in den Kocher fließende Herrenbach.

## Geschichte
Der Hof ist bereits auf der Urflurkarte von 1830 als „Tirol“ eingezeichnet. Er soll von einem aus Tirol stammenden Bauern gegründet worden sein.